# یواس‌اس بیوین (دی‌یی-۵۳۶)
یواس‌اس بیوین (دی‌یی-۵۳۶) (به انگلیسی: USS Bivin (DE-536)) یک کشتی بود که طول آن ۳۰۶ فوت (۹۳ متر) بود. این کشتی در سال ۱۹۴۳ ساخته شد.